# Phúc Ứng
Phúc Ứng là một xã cũ thuộc huyện Sơn Dương cũ, tỉnh Tuyên Quang, Việt Nam.
Xã Phúc Ứng có diện tích 40,15 km², dân số năm 1999 là 8.486 người, mật độ dân số đạt 211 người/km².